# Biterolf und Dietleib
Biterolf und Dietleib är en medelhögtysk hjältedikt, förmodligen från början av 1200-talet, till innehåll och stil besläktad med Nibelungenlied.
Biterolf, kung av Toledo, drar till Attilas hov och kommer med Didrik av Bern till Worms, där de gotisak krigarna ställer upp mot de burgundisk-rhenländska med Siegfrid i spetsen.